# ウィリアム・バベル
ウィリアム・バベル（William Babell, 1689年または1690年 - 1723年9月23日）は、イギリスの作曲家、鍵盤楽器奏者。

## 生涯
ドルーリー・レイン王立劇場のファゴット奏者だった父のチャールズ・バベルに音楽を学び、さらにヨハン・クリストフ・ペープシュに師事。またゲオルク・フリードリヒ・ヘンデルにも学んだ可能性がある。1711年からハープシコード奏者として活動し、ウィリアム・コーベットやジャック・ペジブルらと共演した。またジョージ1世の私的楽団のヴァイオリニストを務め、リンカーンズ・イン・フィールズ劇場の運営にも関わった。1718年から万聖教会のオルガニストに就任したが、不摂生のため早世した。ヨハン・マッテゾンはバベルのオルガンの腕前はヘンデルを上回っていたと述べている。

## 作品
作品には、ヴァイオリンまたはオーボエと通奏低音のためのソナタや、その他の協奏曲などがある。作風は親しい関係だったヘンデルの強い影響がうかがえる。
また当時流行していたオペラのアリアを鍵盤楽器用に編曲した。これらはイギリスだけでなく、フランス、オランダ、ドイツでも出版され、高い名声を得た。

## 文献
- B. Gustafson: The Legacy in Instrumental Music of Charles Babel, Prolific Transcriber of Lully's Music
- G. Pont: An Early 18th-Century Manuscript of Harpsichord Music: William Babell and Handel's Vo' far guerra, British Library Journal, xxi (1996), 176–83
- F. Palmer: William Babell's Twenty-Four Oboe Sonatas, Double Reed, iv/2 (1981), 23